# Riedhof (Ebersberg)
Riedhof ist ein Ortsteil der Gemeinde Ebersberg im oberbayerischen Landkreis Ebersberg. Die Einöde liegt circa 500 Meter südlich von Ebersberg.
Durch Bescheid des Landratsamtes Ebersberg vom 6. Mai 2010 wurde der Name des Gemeindeteils Riederhof in Riedhof geändert.